# دانشگاه فنی نروژ
دانشگاه فنی نروژ (نروژی: Norges tekniske høgskole) دانشگاه دولتی در شهر تروندهایم، نروژ بود، که در سال ۱۹۱۰ تأسیس شد و در سال ۱۹۹۶ در دانشگاه فنی و علوم طبیعی نروژ ادغام گردید.